# 2,3,4,5,6,7,8,9,10,11-Décaméthyldodécane
Le 2,3,4,5,6,7,8,9,10,11-décaméthyldodécane est un alcane supérieur ramifié de formule semi-développée (CH3)2CH-[CH(CH3)]8-CH(CH3)2. C'est un isomère du docosane.
Les atomes de carbone C3 à C10 sont asymétriques et cette molécule possède un plan de symétrie passant par le milieu de la liaison C6-C7. Donc elle se présente sous la forme de nombreuses paires d'énantiomères et de nombreux composés méso.